# Пінгвін Аделі
Пінгві́н Аделі́ (Pygoscelis adeliae) — вид пінгвінів, поширений на всьому узбережжі Антарктиди та антарктичних островах. Це один з найпівденніших видів морських птахів і один із найпоширеніших видів пінгвінів загалом. Названий французьким дослідником Дюмоном д'Урвієм (фр. Dumont d'Urville) на ім'я своєї дружини, Аделі́ (Adélie).

## Зовнішній вигляд

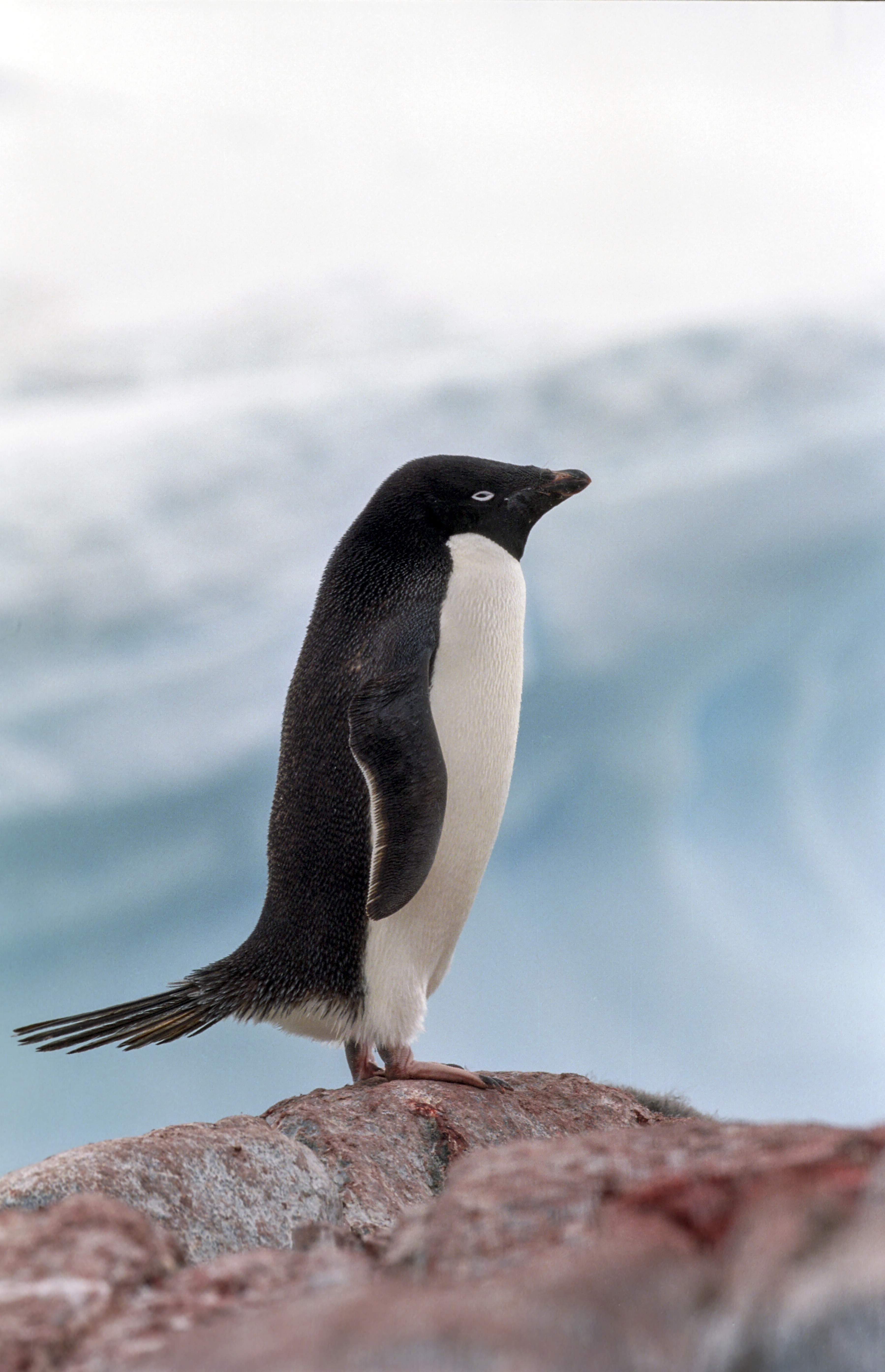
Pygoscelis adeliae

Пінгвін Аделі — птах середніх розмірів, що не літає. Він ковзає по поверхні, як морська свинка. Довжина тулуба близько 70 см, вага близько 6 кг. Верх тіла чорний, черево — біле. Навколо ока біле кільце.

## Розповсюдження
Пінгвін Аделі гніздиться на узбережжі Антарктиди і найближчих до материка островах: Південних Шетландських і Оркнейських. Північніше 60° південної широти представники виду зустрічаються дуже рідко. Також були відмічені випадки гніздування на півдня Африки біля мису Доброї Надії.
У 2018 році за допомогою супутників на островах Дангер на півночі Антарктичного півострова виявлено колонію у 1,5 млн пінгвінів, що є найбільшою колонією серед усіх пінгвінів. В цілому виявлено понад 751 тис. пар пінгвінів.

## Галерея

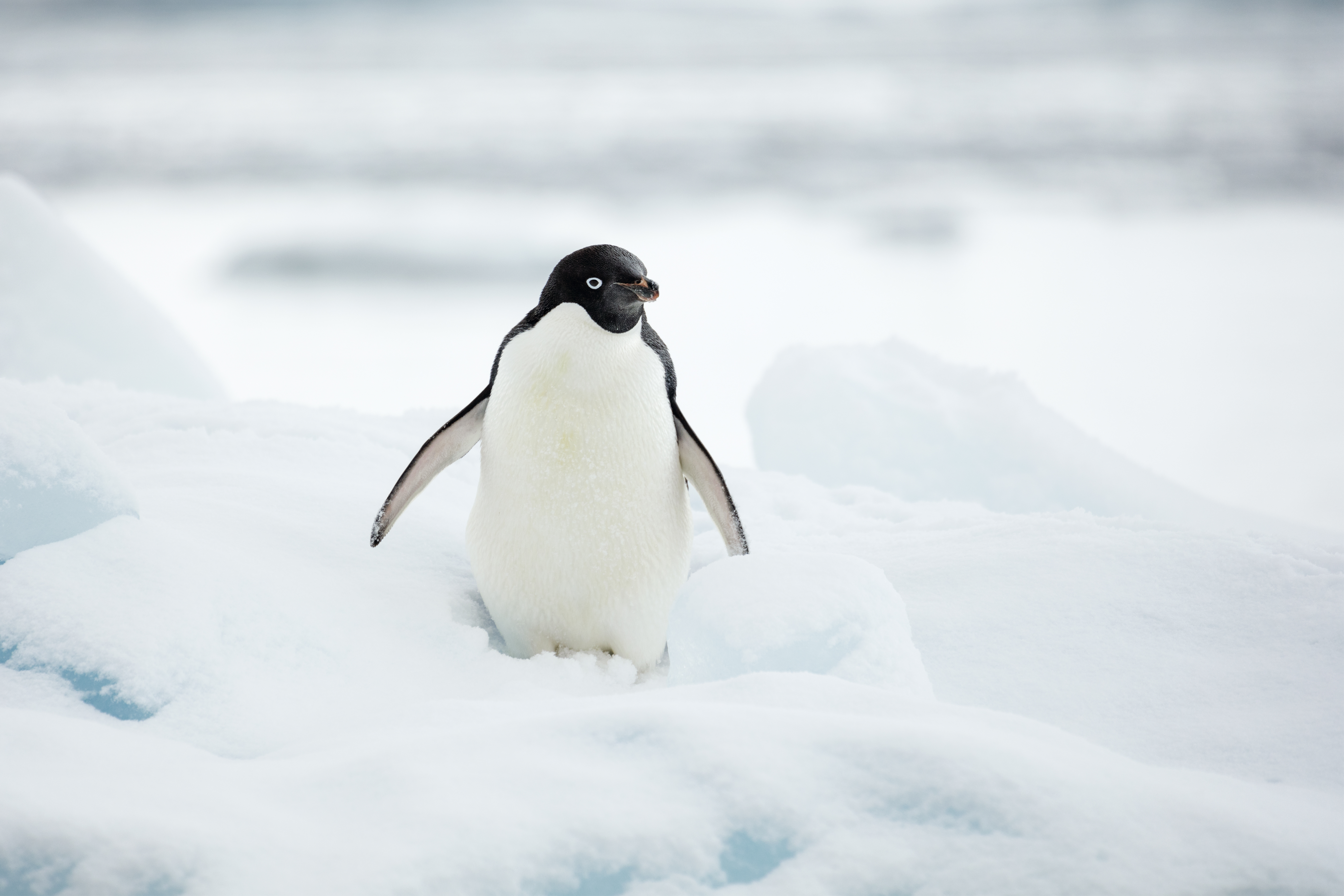
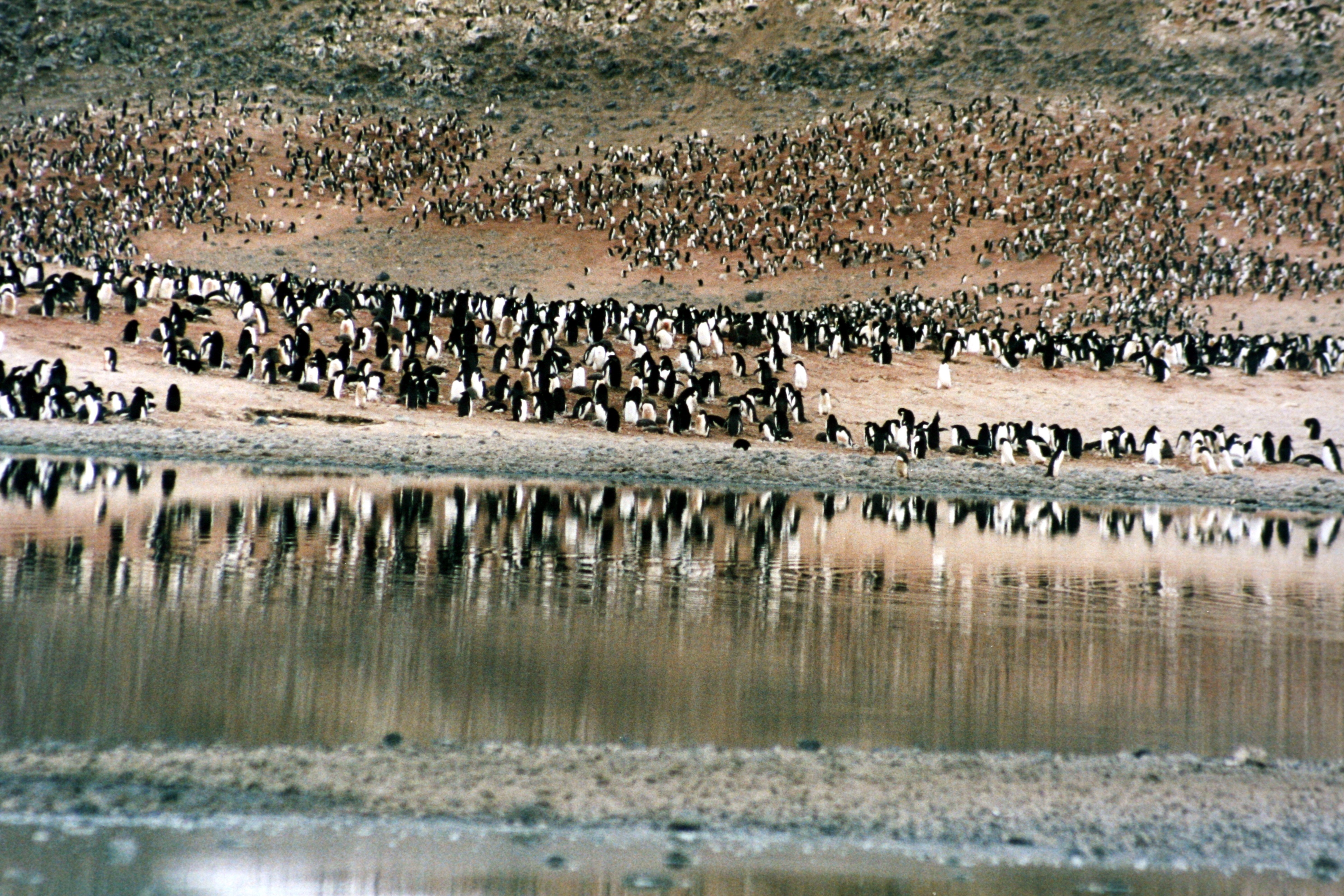
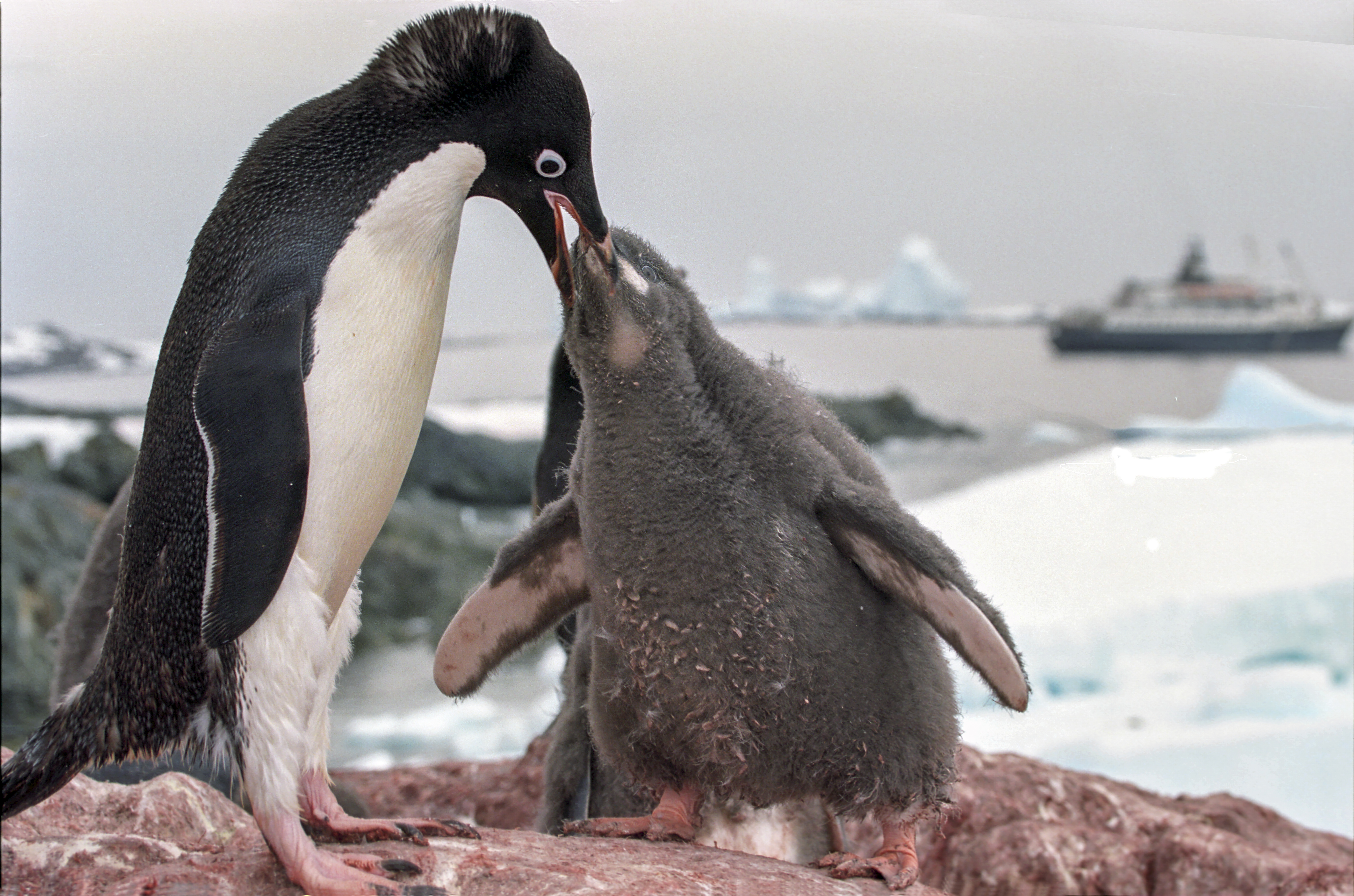
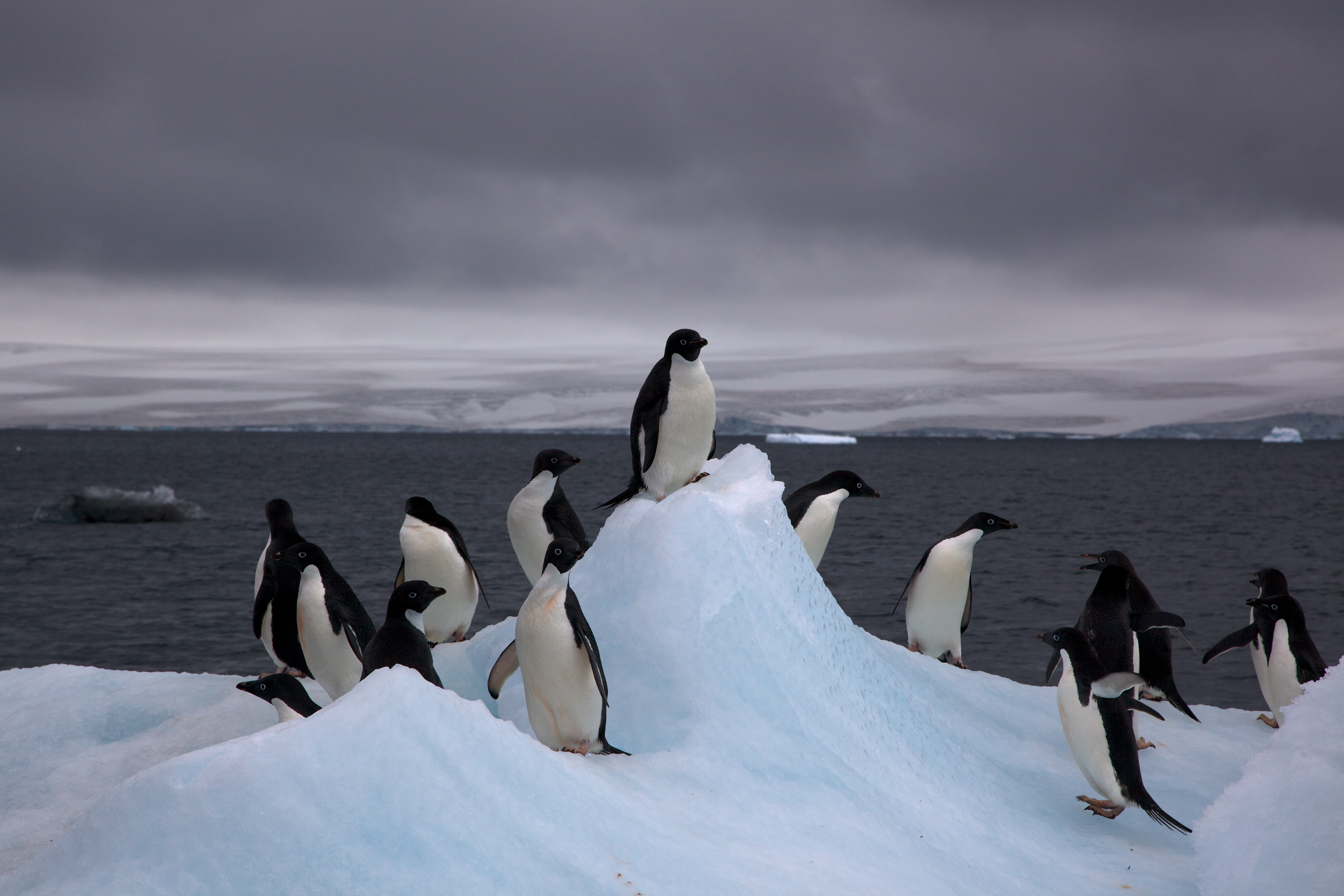

## Спосіб життя
З березня по жовтень пінгвін Аделі кочує в океані, віддаляючись від місць гніздування на 600—1700 км, а в окремих поодиноких випадках і більш аніж 3000 км. Пінгвін Аделі — дуже довірливий птах, своїми звичками іноді нагадує дітей.

### Харчування
Основне живлення пінгвінів Аделі — криль, також риба, а саме — тріска.

## Розмноження

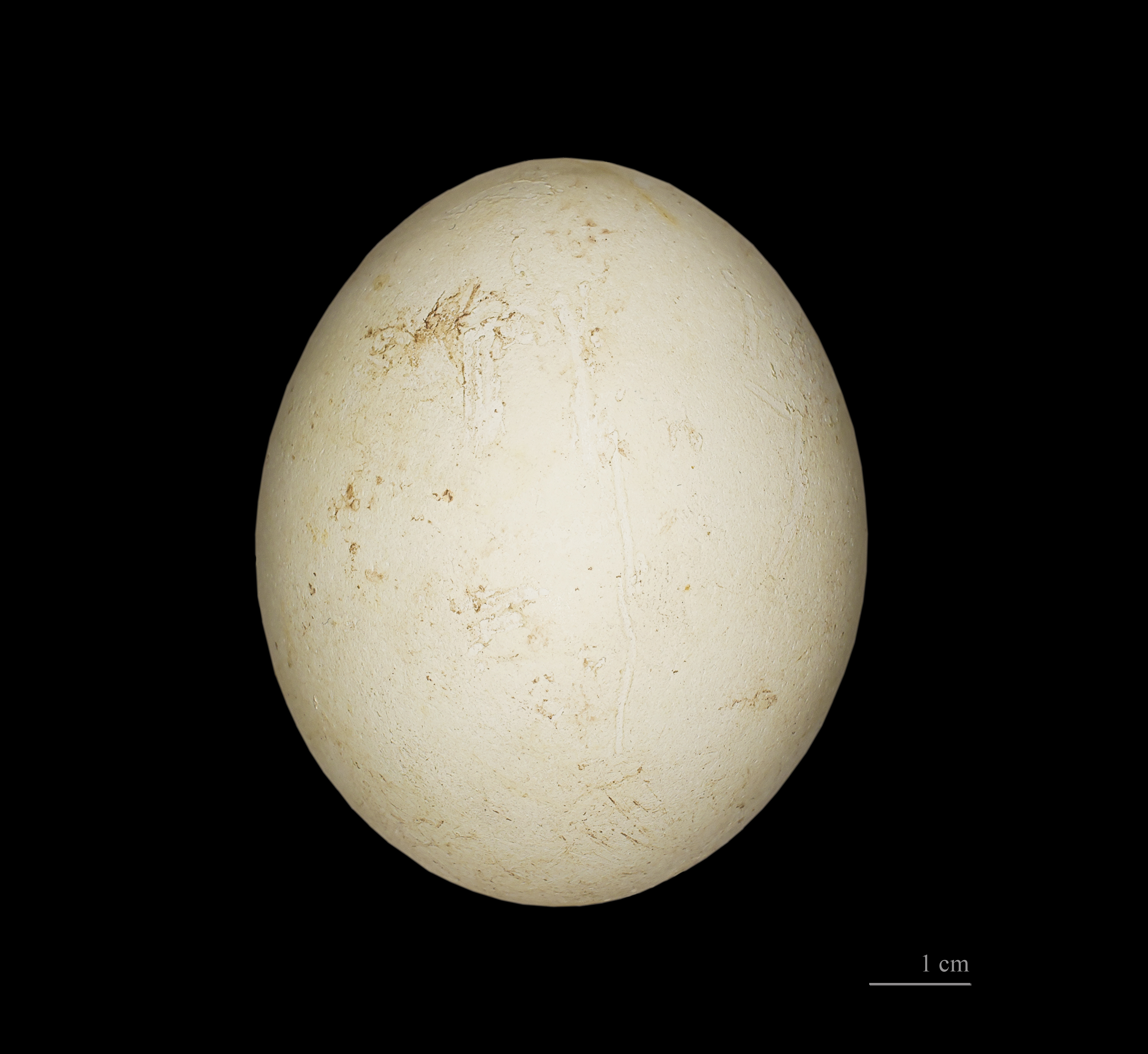
Яйце пінгвіна Аделі

Пінгвіни Аделі виховують своїх пташенят під час полярного літа на прилеглих до Антарктиди островах. Там птахи будують гнізда з дрібних камінчиків. Аделі відкладають яйця і починають їх насиджувати. У кладці зазвичай два яйця. Коли вилуплюються пташенята, вони вже вміють плавати. За приблизними оцінками МСОП (Міжнародний союз охорони природи) нараховується ~ 12 млн особин, які є статево зрілими та близько 6 млн дитинчат, загальна популяція налічує близько 18 млн представників виду.

## Природні вороги
Найнебезпечніший ворог пінгвіна Аделі — це леопардовий тюлень, оскільки основою їх дієти складають саме пінгвіни Аделі. Ще одним з ворогів Аделі є пінгвіни — є самі Аделі. Серед пінгвінів поширене явище — викрадення чужих яєць або дитинчат, тому пінгвіни можуть вкрасти яйця, бо всі пінгвіни хочуть мати дітей. Ще один ворог — це чайка поморника, яка може легко вбити та забрати дитинча пінгвіна. Як не дивно, людина теж є частковим ворогом пінгвінів Аделі. Саме вони є найпоширенішим видом, який браконьєри виловлюють для продажу в зоопарки та колекції таксидермістів орнітологів.

## Цікаві факти
- Саме про життя пінгвінів Аделі в Антарктиді радянськими і японськими мультиплікаторами був знятий мультиплікаційний фільм «Пригоди пінгвіненяти Лоло».
- Полярники в Антарктиді жартома називають цих пінгвінів «адельки» за їхній сварливий характер.
- Пінгвіни виду Аделі допливають до Нової Зеландії, що знаходиться за 3200 км від їх домівки. Зафіксовано три таких випадки: вересень 1962 року, серпень 1993 року і 10 листопада 2021 року. Останнього героя місцеві жителі назвали «Пінгу» на честь героя однойменного серіалу. Пінгу знайшли виснаженим і йому допомогли рятувальники, підгодувавши, вже через кілька днів він його випустили у плавання[3].